# Isabel Garzo Ortega
Isabel Garzo Ortega (Madrid, 10 de mayo de 1984) es una escritora española.

## Biografía
Es licenciada en periodismo por la UCM. Ha trabajado como coordinadora editorial y redactora en distintos medios (revistas Yorokobu, Ling, Ideas y otras). También es asesora de comunicación y correctora de estilo e imparte conferencias y talleres sobre escritura y lenguaje.
En 2010, Incógnita Editores publicó su primer libro, Cuenta hasta diez, una recopilación de relatos breves.
En la presentación a los medios de su primera novela, Las reglas del olvido, editada por LoQueNoExiste en abril de 2013, estuvo acompañada por la actriz Elena Anaya y por la cantante Conchita. La novela, con prólogo de Miguel Sandín (finalista del Premio Nadal de Literatura), narra la historia de una chica que debe enfrentarse a su realidad cotidiana tras perder la memoria en un accidente.
En 2016 publicó su segunda novela, Los seres infrecuentes (Editorial Pie de Página), un relato sobre la familia y las relaciones que también cuenta con el toque onírico que caracteriza la obra de la autora. Está prologado por el escritor Gustavo Martín Garzo, ganador del premio Nacional y del premio Nadal de literatura, con quien la autora está emparentada en segundo grado.
En 2022 publicó La habitación de Dafne, sobre el poder de las palabras y el concepto de «verdad», en la editorial Demipage. La obra está prologada por Javier Capitán.

## Obra literaria
- La habitación de Dafne (Demipage, 2022). Género: novela. Prólogo de Javier Capitán.
- Los seres infrecuentes (Editorial Pie de Página Archivado el 29 de noviembre de 2016 en Wayback Machine., 2016). Género: novela. Prólogo de Gustavo Martín Garzo, premio Nadal y premio Nacional de literatura.
- Las reglas del olvido (Editorial LoQueNoExiste Archivado el 29 de noviembre de 2016 en Wayback Machine., 2013). Género: novela. Prólogo de Miguel Sandín, finalista del premio Nadal de literatura.
- Cuenta hasta diez (Incógnita Editores, 2010). Género: relato breve.